# Cheirotonus terunumai
Cheirotonus terunumai är en skalbaggsart som beskrevs av Muramoto 2008. Cheirotonus terunumai ingår i släktet Cheirotonus och familjen Euchiridae. Inga underarter finns listade i Catalogue of Life.